# 陸軍残虐物語
『陸軍残虐物語』（りくぐんざんぎゃくものがたり）は、1963年公開の日本映画。三國連太郎主演、佐藤純彌監督。東映東京撮影所製作、東映配給。

## 概要
佐藤純彌の監督デビュー作。"天皇"の名のもとに、"絶対服従"を強いられ、"人間性の喪失"のみが唯一の逃げ道だった大日本帝国陸軍内務班を舞台に、"皇軍"という美名のもとに加えられた"残虐"の物語をリアルに描く。
公開当時の本作を紹介する文献に「『世界残酷物語』や『武士道残酷物語』が大ヒットして以来、日本の映画界も、ザンコク・ムード一色...」と書かれていることから、当時の残酷映画ブームにより製作されたと見られる。

## ストーリー
最愛の女房ウメに見送られて品田中隊に配属された犬丸弥七二等兵は軍務に忠実に服従したが、万事に鈍な犬丸はビンタや嘲笑を浴びた。亀岡善治軍曹は軍紀に厳しく犬丸は亀岡に何かとリンチを受けた。矢崎忠義二等兵は幹部になろうと亀岡に取り入り同僚たちの反感を買った。ある日、鈴木直吉一等兵は犬丸の特配品の饅頭を盗む矢崎を目撃。矢崎の幹部候補生への望みは絶たれる。鈴木と犬丸を恨む矢崎は、鈴木の銃の部品を便所へ捨て、自身の指を切断して除隊しようとする。鈴木と犬丸は糞溜めに潜り込み部品を探す。犬丸の妻ウメが面会に来るが、亀岡は言葉巧みにウメを強姦する。ウメが生きがいだった犬丸は亀岡を追求する。

## スタッフ
- 監督：佐藤純彌
- 脚本：棚田吾郎
- 企画：吉野誠一、矢部恒
- 撮影：仲沢半次郎
- 美術：近藤照男
- 音楽：佐藤勝
- 録音：鳥巣隆
- 照明：森沢淑明
- 編集：長沢嘉樹
- 助監督：降旗康男

## キャスト
- 犬丸弥七：三國連太郎
- 鈴木直吉：中村賀津雄
- 亀岡善治：西村晃
- 矢崎忠義：江原真二郎
- 品田大尉：中山昭二
- 土屋中尉：亀石征一郎
- 宮島見習士官：大村文武
- 臼杵准尉：織本順吉
- 中原曹長：玉川伊佐男
- 大谷伍長：今井健二
- 植村：滝川潤
- 香取：岡本四郎
- 塩沢：安藤三男
- 押川：南道郎
- 藤山：相馬剛三
- 犬丸清作：加藤嘉
- 犬丸トキ：沢村貞子
- 犬丸ウメ：岩崎加根子
- 品田里枝：楠侑子
- 班長A：岡部正純

## 製作経緯

### 企画
1961年9月、東映東京撮影所（以下、東撮）所長に赴任した岡田茂（のち、東映社長）は、社会派映画がメインで当たる映画が1本もなかった東撮に大鉈を振るい、古手監督を一掃して、新進気鋭の若手監督を抜擢した。"戦記路線"を打ち出す時期を狙っていた岡田が、同期の吉野誠一プロデューサーが提出した企画を採用し、佐藤純彌を監督昇進させたのが本作である。岡田はこの東撮所長時代に"〇〇路線"という言い方を発案し、次々と新機軸を打ち出した。"東映ギャング路線""やくざ路線"に次ぐ新路線として、本作を"戦記路線"と名付け、路線化する予定であったが、後述する理由で"戦記路線"は本作一本のみで終了している。

### 脚本
脚本の棚田吾郎と三國連太郎、西村晃、中山昭二ら、出演者の多くに軍隊の経験がある。またシナリオの初稿があがった時に監督の佐藤と吉野プロデューサーが岡田所長に呼ばれ、岡田から自身の軍隊に於ける理不尽な実体験をシナリオと関係しながら3時間聞かされた。岡田の初プロデュース作『日本戦歿学生の手記 きけ、わだつみの声』（1950年）は、日本初の「反戦映画」ともいわれる。

### 撮影
今日は勿論、当時でもアウトと思われるが、本作は"セーレツびんた""うぐいすの谷渡り"など、戦時下の大日本帝国陸軍に於ける20数種類のリンチ場面の再現が売りで、リンチ場面の迫力を出すため、三國連太郎や中村賀津雄などが、実際に蹴られたり殴られたりして顔が腫れ上がり、撮影がストップした。加害者側の西村晃は戦時中に実際にリンチを受けたことがあり、南道郎は軍隊映画37本でいじめ役を専門としており、迫力を持った撮影となり、気の弱い人なら失神しそうな残酷シーンとなっている。

## 逸話
本作の2ヶ月前に公開された今井正監督『武士道残酷物語』のタイトルも岡田の命名。当時グァルティエロ・ヤコペッティ監督のモンド映画『世界残酷物語』の影響で日本映画界に"残酷ブーム"が起きていた。岡田が"残酷"に似た"残虐"という言葉を取り入れ『陸軍残虐物語』とタイトルを付けたら、右翼や学生やくざが反撥し東映に押し寄せた。「何だこのタイトルにある『残虐』とは。そんなバカなことがあるか!責任者出て来い」と抗議するので、岡田が軍隊上がりの社員数名を引き連れ応対した。「バカなこととは何ですか。あなた、軍隊の経験があるんですか。我々はみな、軍隊経験者ですよ」「いや、そんなことはあり得ない」「あり得ないことはない、実話ですよ、これは」などと言い合いになり、結局今後この手の作品は作らないという条件で収まった。このため製作時に"戦記路線"と名付け路線化を予定していたが、"戦記路線"はこれ一本のみで終わった。

## 評価
朝日新聞映画欄の名物記者・井沢淳も褒めて、社内評価も高かったが興行は振るわなかった。三國連太郎は「佐藤純弥さんの最高傑作ではないでしょうか」と述べている。佐藤が本作で第14回ブルーリボン賞新人監督賞を受賞している。

## 同時上映
- 『警視庁物語 全国縦断捜査』
  - 南廣主演、飯塚増一監督

## 関連書籍
- 佐藤純彌、聞き手：野村正昭 + 増當竜也『映画監督 佐藤純彌 映画 (シネマ) よ憤怒の河を渉れ』DU BOOKS（原著2018年11月23日）。ISBN 978-4866470764。